# Eddy Casteels
Eduard (Eddy) Casteels (Mechelen, 19 augustus 1960) is een Belgisch basketbalcoach. Hij was van 2005 tot 2018 bondscoach van het Belgisch nationaal basketbalteam.

## Carrière
Casteels werd aangesteld als assistent-coach van Lucien Van Kersschaever bij Racing Mechelen in het seizoen 1992/93 en won meteen de dubbel. Vanaf het seizoen 1995/96 werd hij hoofdcoach en werd opnieuw landskampioen in 2000 met het ondertussen gevormde Racing Basket Antwerpen en werd dat jaar tot coach van het jaar verkozen. 
In 2000 stapte hij over naar Athlon Ieper waar hij een seizoen coach was. Van 2001 tot 2004 was hij coach van BC Oostende en werd in 2002 opnieuw landskampioen en won voor een tweede keer de titel coach van het jaar. Van 2004 tot 2006 was hij aan de slag bij Verviers-Pepinster en in 2005 begon hij ook als bondscoach van de Belgische mannenploeg, een functie die hij zou uitoefenen tot in 2018. Van 2006 tot 2008 stond hij aan het roer van Spirou Charleroi dat laatste jaar werden ze landskampioen.
In 2008 ging hij opnieuw aan de slag bij de Antwerpse ploeg die op dat moment al de Antwerp Giants noemde en bleef er coach tot in 2013. In 2009 won hij zijn derde titel van coach van het jaar. Van 2013 tot 2016 was hij coach van de Nederlands club ZZ Leiden.
In 2018 ging hij opnieuw aan de slag als hoofdcoach na een afwezigheid van twee jaar bij de Leuven Bears hij was gedurende die twee jaar nog wel actief als bondscoach. Hij stopte in 2018 als bondscoach en werd opgevolgd door de Kroaat Dario Gjergja. Hij verlengde zijn contract in 2020 met drie jaar. Aan het einde van het seizoen 2023/24 werd zijn contract niet verlengd. Hij tekende daarop voor Okapi Aalst voor twee seizoenen en een optie op een derde jaar. Na een seizoen moest hij echter de club al verlaten.

## Erelijst

### Als Assistent
- Belgisch Landskampioen: 1993
- Belgische basketbalbeker: 1993

### Als coach
- Belgisch landskampioen: 2000, 2002, 2008
- Belgische basketbalbeker: 2000
- Coach van het Jaar: 2000, 2002, 2009

## Boeken
- Time out (2007)
- Zo de coach, zo het team. (2014)